# 埃布纳特
埃布纳特是德国巴伐利亚州的一个市镇。总面积11.03平方公里，总人口1331人，其中男性658人，女性673人（2011年12月31日），人口密度121人/平方公里。